# Interferometer

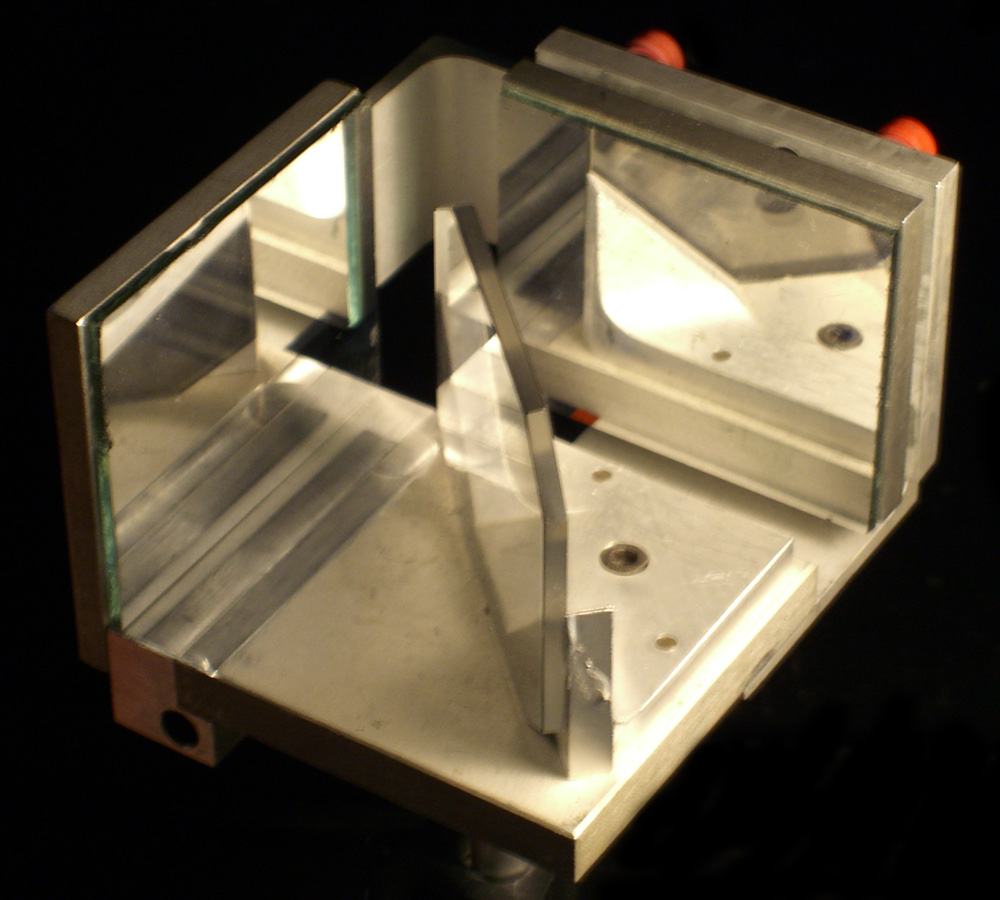
Michelson-interferometer

Een interferometer is een meetinstrument dat gebruikmaakt van interferentie van licht of andere golven.

## Principe
In een interferometer wordt een lichtbundel gesplitst en via spiegels weer samengevoegd. Bij het samenkomen vindt interferentie plaats. Door een of meerdere spiegels enigszins te verplaatsen kan men de padlengte van de twee door splitsing ontstane lichtstralen variëren en op die manier de optredende interferentie beïnvloeden.

## Gebruik
Een interferometer kan bijvoorbeeld gebruikt worden om de lichtsnelheid bij benadering te meten. De zogenoemde interferometer van Michelson werd naar hem genoemd omdat hij ermee vaststelde dat de snelheid van het licht dat ons van een ster bereikt, niet toe- of afneemt wanneer we door de beweging van de aarde om de zon ons naar een ster toe of af bewegen, zoals we zouden verwachten (het Michelson-Morley-experiment). Dit leidde tot de beroemde speciale relativiteitstheorie van Albert Einstein (1879–1955), die ook voor de sterrenkunde van groot belang is. Een andere toepassing van een interferometer is het bepalen van de diameter van een ster, ook al lijkt hij door de grootste optische telescoop gezien nog puntvormig.

## Toepassingen
Interferometers worden onder andere gebruikt voor meteorologie, kwantummechanica, astronomie, meting van fluctuaties in de aardrotatie te meten en om rotatie in het algemeen te meten. Voorbeelden zijn:
- Interferometrie
- Michelson-interferometer
- Mach-Zehnder-interferometer
- Sagnac-interferometer
  - Ring laser gyrokompas
  - Fibre optic gyrokompas
- Fabry-Pérot-interferometer
- Holografie
- Herschel-Quincke-Interferometer
- Astronomische interferometer
- Atoom interferometer

## Infraroodspectroscopie
In de spectroscopie, vooral in het infrarode gebied van het elektromagnetische spectrum maakt men om andere redenen uitgebreid gebruik van interferometers. In deze techniek heeft de interferometer de monochromator vrijwel geheel verdrongen.
Wanneer men een bundel 'wit' infraroodlicht, dat bestaat uit een mengsel van allerlei golflengten door een monochromator stuurt, blijft er slechts één golflengte over of althans een heel nauw golflengtegebied. Dit maakt het mogelijk om een spectrum op te nemen door de absorptie van een stof als functie van de golflengte te meten. Deze methode heeft echter een groot nadeel. Bij de selectie van die ene golflengte wordt 99,9% van alle straling weggegooid en het resulterend signaal is daarom vaak erg zwak. Dit maakt de meting traag en de signaal-ruisverhouding ongunstig. Wanneer men de monochromator vervangt door een interferometer ontstaat een veel rooskleuriger beeld.
Afhankelijk van het lengteverschil tussen de twee paden van een interferometer worden van het 'witte' licht sommige golflengten doorgelaten andere weer niet, omdat zij door interferentie gedoofd worden. De ontstane bundel is daarom nog steeds een mengsel van golflengten, maar er gaat weinig straling verloren en het gemeten totale signaal zal sterk zijn. Wanneer het padverschil verandert ontstaat telkens een ander mengsel van golflengten. Meet 1000 mengsels met 1000 padverschillen en het moet mogelijk zijn de ontstane 1000 vergelijkingen naar zijn 1000 onbekende golflengtes op te lossen. Gelukkig bestaat er voor deze grote som een uitstekende wiskundige en algoritmische methode: FFT de Fast Fourier Transform. FTIR is hiermee een veel snellere en preciezere methode dan de oude dispersieve Infraroodspectroscopie.
Een FTIR-interferometer bestaat in de regel uit een blok materiaal dat vrijwel alle infraroodstraling doorlaat, zoals kaliumbromide dat diagonaal in twee stukken gesneden is en weer langs de naad samengevoegd. Dit scheidingsvlak stuurt een deel van de bundel onder 90 graden opzij, de rest gaat rechtdoor. Beide bundels vallen loodrecht op een spiegel en komen bij het splitsende diagonaalvlak weer bijeen. Gezamenlijk verlaten zij onder 90 graden de andere kant op de interferometer. Een van de spiegels wordt in de richting van de bundel heen en weer bewogen met een spoel om een magnetische kern waardoor een wisselende stroom geleid wordt. Hiermee wordt het wegverschil als functie van de tijd aangebracht.